# Polyrhachis distincta
Polyrhachis distincta é uma espécie de formiga do gênero Polyrhachis, pertencente à subfamília Formicinae.